# Jonas Nilsson
Jonas Lars Nilsson (Hedemora, 7 marzo 1963) è un ex sciatore alpino svedese specialista dello slalom speciale,  campione del mondo a Bormio 1985.

## Biografia
Slalomista puro originario di Leksand, Nilsson colse il primo successo in carriera vincendo la medaglia d'oro agli Europei juniores di Škofja Loka 1981; in Coppa Europa nella stagione 1982-1983 si piazzò al 2º posto nella classifica di specialità, mentre in Coppa del Mondo ottenne il primo piazzamento di rilievo il 2 dicembre 1983 a Kranjska Gora (6º). Esordì ai Giochi olimpici invernali a Sarajevo 1984, classificandosi al 4º posto.
Il 2 dicembre 1984 a Sestriere salì per la prima volta sul podio in Coppa del Mondo (2º) e ai successivi Mondiali di Bormio 1985, sua prima presenza iridata, vinse la medaglia d'oro. Il 16 dicembre dello stesso anno vinse la sua prima gara di Coppa del Mondo, sul difficile tracciato del Canalone Miramonti di Madonna di Campiglio; ai XV Giochi olimpici invernali di Calgary 1988 Nilsson gareggiò, oltre che nello slalom speciale dove chiuse 6º, anche nello slalom gigante, classificandosi al 21º posto; l'anno dopo ai Mondiali di Vail 1989, sua ultima presenza iridata, nello slalom speciale fu 5º.
Nella stagione 1989-1990 in Coppa del Mondo ottenne la seconda e ultima vittoria, il 6 gennaio a Kranjska Gora, e l'ultimo podio, l'8 marzo a Geilo (3º). 8º nello slalom speciale dei XVI Giochi olimpici invernali di Albertville 1992, ottenne il suo ultimo piazzamento in carriera arrivando 19º nello slalom speciale di Coppa del Mondo disputato il 22 marzo dello stesso anno a Crans-Montana.

## Palmarès

### Mondiali
- 1 medaglia:
  - 1 oro (slalom speciale a Bormio 1985)

### Europei juniores
- 1 medaglia[2]:
  - 1 oro (slalom speciale a Škofja Loka 1981)

### Coppa del Mondo
- Miglior piazzamento in classifica generale: 21º nel 1986 e nel 1990
- 14 podi (tutti in slalom speciale):
  - 2 vittorie
  - 6 secondi posti
  - 6 terzi posti

#### Coppa del Mondo - vittorie
| Data             | Località             | Paese      | Specialità |
| ---------------- | -------------------- | ---------- | ---------- |
| 16 dicembre 1985 | Madonna di Campiglio | Italia     | SL         |
| 6 gennaio 1990   | Kranjska Gora        | Jugoslavia | SL         |

Legenda:

SL = slalom speciale

### Campionati svedesi
- 3 ori (slalom speciale nel 1985; slalom speciale nel 1989; slalom gigante nel 1990)[3]